# 各務原市民プール

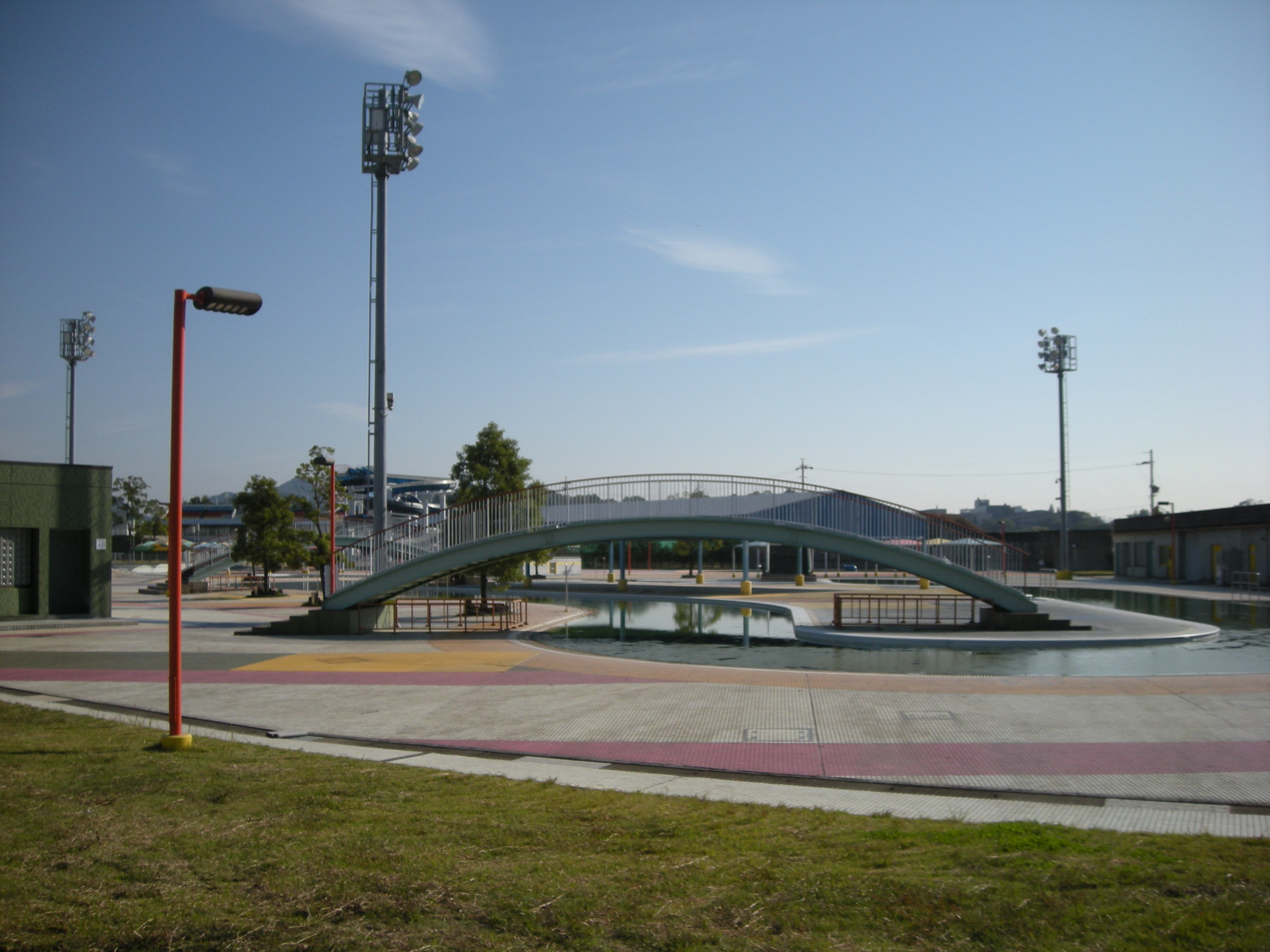
屋外レジャープール

各務原市民プール（かかみがはらしみんプール）は、岐阜県各務原市が管理・運営するレクレーション施設。

## 概要
1971年（昭和46年）に那加東亜町に市民プールとして設置。1989年（平成元年）5月に現在地に新築移転。施設全面完成は1991年（平成3年）。
屋内、野外（レジャー施設、競泳施設）2つの3つのエリアからなる総合施設である。
本館屋上に設置した太陽熱集熱器（270面）により、年間燃料使用費の約46%の省エネルギー化を行なっている。
かつては冬季に、屋外の流水プールの底を凍らせてアイススケート場としても利用していたが、2001年頃に終了した。

## 施設内容
営業時間
- 屋内温水プール：午前10時～午後9時30分（入場は午後9時まで）
  - ただし屋外プール営業期間中は午前9時～午後9時30分
- 屋外レジャープール：午前9時～午後6時（入場は午後5時まで）

屋内温水プール
- 25メートルプール（8コース、25mx17m、コース幅2.0m）
- 児童用プール（スライダー6m付、15mx8m）
- 幼児用プール（10mx7m）
- 本館（温水棟）建物
  - 1階：受け付けカウンター、風除室、医務室、事務室、更衣室（ロッカー男女：各156個）
  - 2階：トレーニング室、見学席、機械室

屋外レジャープール
- 流水プール（全長180m、幅員6m）
- 児童用プール（水深0.6〜0.8m、5蓮型滑り台全長5m、高さ1.5m）
- 幼児用プール（水深0.3〜0.33m、ぞうの動物滑り台付）
- スパイラス・ウォーター・スライダー（全3基、高2、低1）
  - 1コース（トンネルコース）：長さ117m、高さ13m
  - 2コース（オープンコース）：長さ117m、高さ13m
  - 3コース（オープン初心者コース）：長さ62m、高さ6m

食堂棟
更衣室棟
- シャワー室、更衣室ロッカー男：785個、女：710個

50メートル競泳プール（日本水泳連盟公認：再第5535号）
- 1階：エントランスホール、事務室、シャワーブース、更衣室（ロッカー男：1,070個、女：1,160個）
- 2階：医務室、監視員室、事務室、時計塔
  - 50メートル競泳プール（長さ50m、全幅21m、コース数8、コース幅2.5m、水深2.0m）
- R階：観客席（638席）

トレーニングルーム
- 筋力トレーニングマシン（11台）、有酸素系マシン（8台）など。
- 各務原市の「トレーニング講習会」を受講し、「トレーニング講習会受講済証」を所持した15歳以上の人（中学生を除く）でないと使用出来ない。この受講済証は各務原市総合体育館のトレーニングルームでも有効。

駐車場

## 利用料金
温水プール
- 一般：1人1回・500円
- シルバー・高校生・保護者：1人1回・300円
- 小・中学生：1人1回・100円
- 幼児：1人1回・50円

野外プール・50mプール
- 一般：1人1回・800円
- シルバー・高校生・保護者：1人1回・500円
- 小・中学生：1人1回・300円
- 幼児：1人1回・50円　
  - 有料30人以上の団体割引、11枚綴りの回数券有り。
  - シルバーは60歳以上。
  - 保護者は、幼児2人まで同伴の方（3人以上は入場不可）。
- 更衣室コインロッカー：温水、野外共リターン方式で100円が戻る。

## 休業日
毎週木曜日
- 小・中学校の夏休み（7月21日〜8月31日）の木曜日を除く。
- 木曜日が祝日の場合は営業。翌日の金曜日と翌週の月曜日を休業。

国民の祝日の翌日
- その日が土曜、日曜、休業日にあたるときは更にその翌日。
- 年末年始：12月29日〜1月2日
- この他、定期清掃などで臨時休業することがある。

## 住所
- 岐阜県各務原市鵜沼小伊木町4丁目300番地

## アクセス
- 各務原市ふれあいバス・鵜沼線：「市民プール」バス停下車。

## 施設周辺
- 犬山城
- 伊木山城
- 各務原市少年自然の家
- 伊木の森